# Distretto di Santa Rosa (El Collao)
Il distretto di Santa Rosa è uno dei cinque distretti della provincia di El Collao, in Perù. Si trova nella regione di Puno e si estende su una superficie di 2.524,02 chilometri quadrati.

Istituito il 2 maggio 1854, ha per capitale la città di Mazo Cruz; nel censimento 2007 si contava una popolazione di 6.663 unità.